# Kurdwanów (województwo mazowieckie)
Kurdwanów – wieś w Polsce położona w województwie mazowieckim, w powiecie sochaczewskim, w gminie Nowa Sucha. Ma status sołectwa.
| SIMC    | Nazwa                | Rodzaj    |
| ------- | -------------------- | --------- |
| 0733777 | Kurdwanów Poduchowny | część wsi |
| 0733760 | Kurdwanów-Parcel     | część wsi |

W latach 1975–1998 miejscowość administracyjnie należała do województwa skierniewickiego.
Przez miejscowość przepływa niewielka rzeka Sucha, dopływ Bzury.